# Manuel Domingo Sánchez de Bustamante
Manuel Domingo Sánchez de Bustamante (Cabezón de la Sal, 16 de octubre de 1733-San Salvador de Jujuy, 25 de abril de 1795) fue un militar y comerciante español radicado en el Virreinato del Río de la Plata, que tuvo una destacada acción en lo comercial, lo político y militar en la ciudad de San Salvador de Jujuy, donde dejó numerosa y célebre descendencia.

## Familia e infancia
Era hijo del hidalgo Francisco Sánchez de Bustamante y de la Torre, procurador general y regidor de la villa de Cabezón  de la Sal, y de María de la Cuesta del Río y de la Plata, quienes contrajeron matrimonio en 1708.
Manuel Domingo nació el 16 de octubre de 1733 en el pueblo cantábrico de Cabezón de la Sal. Cinco días después, el 26 de octubre, era bautizado, siendo padrinos sus hermanos José y Teresa.
Entre los dieciséis y dieciocho años parte a las Indias, donde ejerce como comerciante.

## En el Virreinato del Río de la Plata
El destino de Manuel Domingo es la villa real de Potosí. Sus negocios desde 1756 se relacionan a la venta de mulas, la compra de "ropas de la tierra" que venderá en Jujuy y el comercio de esclavos con Buenos Aires.
El 16 de mayo de 1758 contrae matrimonio en Jujuy con María Tomasa González Araujo y Ortiz de Zárate, hija de un comerciante gallego y descendiente de fundadores y conquistadores por el lado materno, entre los que se encuentra Francisco de Argañaraz y Murguía, fundador de Jujuy, Alonso de Vera y Aragón y Hoces,  Luis José de Tejeda y Guzmán y Pedro Ortiz de Zárate. Su casamiento le permitió adquirir prestigio social, ingresar a la elite provinciana, recibir una considerable dote y administrar tres extensas haciendas en la región de San Salvador y de la Quebrada de Humahuaca.
Desde entonces se establece en Jujuy, pero igualmente acude anualmente a Potosí y Buenos Aires a tratar, sus negocios hasta ser reemplazad por su hijo mayor Juan Manuel en 1794.
Fue consolidándose como uno de los grandes comerciantes de la zona. Poseía seis tiendas en Jujuy, proveía de mulas al Perú, habilitaba tropas de arriería en la región altoperuana y vendía mercancías americanas y europeas.
En 1788 asume el cargo de Alcalde Ordinario de 1.er voto de San Salvador de Jujuy.
Manuel Domingo también se desempeñó como Regidor y Maestre de campo.
Moriría el 25 de abril de 1795 en San Salvador de Jujuy, ciudad que lo acogió y vio crecer, donde dejó una numerosa descendencia, que dominaría la política local durante la mayoría del siglo XIX.

## Descendencia
Entre 1853 y 1875, el clan Sánchez de Bustamante y sus familias aliadas por su unión por sangre, los Tezanos Pinto, Alvarado, Echavarría,Quintana, ganaron el apodo de los "conspicuos" o los "césares de Jujuy" por la hegemonía lograda en la legislatura provincial.
De su matrimonio con María Tomasa tuvo los siguientes hijos:
- Juan Manuel Sánchez de Bustamante y González de Araujo, casado con Josefa Sánchez Teybo y Aguirre del Portal, abuelos del gobernador Teófilo Sánchez de Bustamante
- María Josefa Martina Sánchez de Bustamante y González de Araujo, mujer del político Manuel de Tezanos Pinto
- Segunda Sánchez de Bustamante y González de Araujo, quien contrajo matrimonio con José Alvarado Del Rivero Arredondo. Fueron padres de Roque Alvarado y suegros de José María Fascio y Agustín Gamarra
- Bruno José Sánchez de Bustamante y González de Araujo
- José Mariano Eusebio Nicolás Sánchez de Bustamante y González de Araujo
- Catalina Sánchez de Bustamante y González de Araujo, casada con Félix Ventura de Echavarría.
- Bruno Sánchez de Bustamante y González de Araujo
- Fortunato Sánchez de Bustamante y González de Araujo
- Trinidad Sánchez de Bustamante y González de Araujo
- Teodoro Sánchez de Bustamante y González de Araujo, abogado y político argentino, que participó en el Congreso de Tucumán, y estuvo entre quienes declararon la Independencia Argentina. Fue también padre de Plácido Sánchez de Bustamante.
- Patricia Sánchez de Bustamante y González de Araujo, mujer de José Antonio del Portal Frías y madre de Pedro José Portal.